# Casa al carrer Santa Anna, 2 (Valls)
La Casa al carrer Santa Anna, 2 és una obra barroca de Valls (Alt Camp) protegida com a Bé Cultural d'Interès Local.

## Descripció
L'immoble que ens ocupa és un habitatge unifamiliar, de planta rectangular, format per baixos, entresòl i dos pisos superiors (el darrer emprat com a golfes), amb façana al carrer de Santa Anna. A la planta baixa, és destacable la gran portalada de carreus amb llinda recta formada per dovelles de grans dimensions, així com la porta de fusta de dues fulles. En el darrer pis s'obre una finestra en forma d'arc de mig punt, amb les línies d'imposta ressortides, que és molt característica de les galeries d'època moderna.